# エルバサン・アレナ
エルバサン・アレナ（アルバニア語: Elbasan Arena）はアルバニア・エルバサンにある多目的スタジアム。サッカークラブ・KFエルバサニのホームスタジアムで、サッカーアルバニア代表の試合も行われている。

## 歴史
旧スタジアムは1967年に開場した。旧称の「ルズディ・ビズダ」（Ruzhdi Bizhuta）はKFエルバサニの中心選手にちなみ命名された。
開場後、サッカーの試合は長らくKFエルバサニのみだったが、2014年1月、アルバニア代表のホームスタジアムであるケマル・スタファ・スタジアムの改修工事に伴い、UEFA EURO 2016予選をこのスタジアムで開催することが発表された。FIFAの基準を満たすため、550万ユーロを投じて大規模改修工事が実施された。工事は2014年10月に完了した。改修工事の結果、収容人数は12,500人に増え、その他の設備も一新された。
2014年10月8日にこけら落としとなる予選2試合目のデンマーク戦が開催された。同試合では収容人数を上回る12,800人が詰めかけた。結果は1-1のドロー。